# Szent Mihály-templom (Érd)
Az érdi római katolikus hívek egyik fontos központja, a hét főangyal egyikének nevét viselő Szent Mihály templom. A korabeli források szerint az épület szentélye már a 15. században is e helyütt állt.

## Történet
Egykor a településen működő Szent Ferenc Rendi szerzetesek feljegyzései említik először a 15. századi imahelyet, de történetéről csak a török hódoltság idejétől tudunk többet. Az ekkor lőporraktárnak használt épület felrobbant. A törökök kiűzése után, a 18. században itt élő Illésházy család gondoskodott az épület helyrehozataláról, belső díszeiről; sőt később az épület harangtornyának építtetéséről.
Az 1723-ban felszentelt templom 5-harangos tornyának a teteje 1774-es építése óta többször is leégett, de mindig sikerült eredeti állapotának megfelelően helyreállítani. A torony különlegessége, hogy az óra alatti részen két sírkövet építettek bele, melyeken tükörírásos szöveg olvasható.
A belső tér a korszak katolikus templomaira jellemző, különlegessége, hogy padlósíkja a bejárat szintjénél 2 méterrel alacsonyabban van. A többször felújított belső térből a barokk főoltár a keresztelő medence és a copf stílusú mellékoltárok maradtak meg eredeti formájukban. A névadó Szent Mihály szobra a szentély keleti falának szoborfülkéjében található.

## Szertartások
A templom búcsúja szeptember 29-én (Szent Mihály napján) vagy az azt követő vasárnapon van (amennyiben 29.-e nem vasárnapra esik).
Minden hónap 12-éről 13-ra éjszakai virrasztás van a fatimai jelenések emlékére.

## Plébánosok
- Budimir István 1718–
- Mechich Simon 1722–
- P. Antal 1724–
- Mattievich Jakab 1725–
- Zsivkovich Lőrinc 1735–
- Jellasich Mihály 1738–
- Ábrámovits Balázs 1741–
- Blazsevich Pál 1743–
- Mathesivits Lukács Imre 1744–
- Borzica György 1745–
- Ivics Éliás 1746–
- Motsz Menyhért, Vukovics Pál, Pavianivich András, Babich Miklós 1748–
- Tomsich János 1752–
- Radnich Pál 1788–
- Marich János 1791–
- Delinger János 1817–
- Hegedűs József 1822–
- Kereskényi Gyula 1868–
- Ferschich János 1905–
- Holesky Ágoston 1906–
- Kéri Nándor 1921–
- Kudó József 1922–
- Lehotay János 1945–
- Tomecz József 1946–
- Duchovics Iván 1952–
- Füstös Antal 1965–
- Izeli József 1978–
- Tokodi Bence 2007–
- Érd-Tusculanum látja el 2008–